# Gobulus
Gobulus és un gènere de peixos de la família dels gòbids i de l'ordre dels perciformes.

## Morfologia
- Cap deprimit i cos comprimit.
- Boca petita i sense dents canines.
- Patró de color invertit: pàl·lid a dalt del cos i fosc a baix.
- Aleta caudal curta i arrodonida.
- Sense escates.[2]

## Distribució geogràfica
Es troba al Pacífic oriental i l'Atlàntic occidental.

## Taxonomia
- Gobulus birdsongi (Hoese & Reader, 2001)[4]
- Gobulus crescentalis (Gilbert, 1892)
- Gobulus hancocki (Ginsburg, 1938)
- Gobulus myersi (Ginsburg, 1939)[5][6][7][8][9][10]